# اره گیگلی

اره سیمی گیگلی

اره گیگلی(به انگلیسی: Gigli saw) یک اره سیمی انعطاف پذیر است که به وسیله جراحان برای بریدن استخوان بکار می‌رود.

## کاربرد
اره گیگلی عمدتاً برای آمپوتاسیون یکنواخت در طی اعمال جراحی، کاربرد دارد.